# 지찬
지찬(智燦, 1984년 10월 1일 ~ )은 대한민국의 배우이다.

## 출연작

### 영화
- 《당신은 피터팬과 키를 재본 적이 있습니까?》 (2004년) - 원석 역
- 《가장 시원하게》 (2004년) - 떡대 4 역
- 《Day Dream》 (2008년)
- 《갈림길》 (2009년)
- 《U.F.O를 보았다》 (2009년)
- 《밝은 미래》 (2009년)
- 《달콤한 휴식》 (2009년)
- 《자전거 도둑》 (2009년)
- 《초린》 (2009년)
- 《Hello stranger》 (2010년)
- 《결정적 한방》 (2011년) - 연예인지망생 1 역
- 《스토커》 (2013년)
- 《형제》 (2015년)
- 《청년경찰》 (2017년) - 편의점 손님 역
- 《이별택시》 (2017년) - 상규 역
- 《가리워진 길》 (2017년) - 성진 역
- 《심장 박동》 (2017년) - 진욱 역
- 《해피 투게더》 (2018년) - 웨이터 역
- 《영주》 (2018년) - 공장형사 1 역
- 《내안의 그놈》 (2019년) - 형사 1 역
- 《극한직업》 (2019년) - 마포서 강력반 2 역 (첫 천만영화)
- 《양자물리학》 (2019년) - 범죄정보과 형사 2 역
- 《아홉수 로맨스》 (2021년) - 서동석 역
- 《강릉》 (2021년) - 택지파 와꾸 역

### 드라마
- 《처방의 고수》 (2010년, MBC)
- 《오! 마이 레이디》 (2010년, SBS)
- 《울엄마 오드리》 (2011년, EBS)
- 《신의 퀴즈 2》 (2011년, OCN) - 조직보스의 오른팔 강두태 역
- 《내 딸 꽃님이》 (2011년~2012년, SBS) - 지센그룹 직원 역
- 《맏이》 (2013년, JTBC) - 동네 양아치 역
- 《감격시대: 투신의 탄생》 (2014년, KBS2) - 깝새 역
- 《블러드》 (2015년, KBS2) - 도성 역
- 《화정》 (2015년, MBC) - 한성부 역
- 《복면검사》 (2015년, KBS2) - 부패경찰 역
- 《웹툰히어로 툰드라쇼 시즌 2》 (2016년, MBC Every1) - 뉴페이스 역[2]
- 《마담 앙트완》 (2016년, JTBC)
- 《뱀파이어 탐정》 (2016년, OCN)
- 《우리 갑순이》 (2016년, SBS) - 젊은 금도금 역
- 《병원선》 (2017년, MBC) - 명세중 역
- 《나도 엄마야》 (2018년, SBS) - 정진국 역
- 《러블리 호러블리》 (2018년, KBS2) - 의사 역
- 《열혈사제》 (2019년, SBS) - 나대길 역
- 《태양의 계절》 (2019년, KBS2) - 박민재 역
- 《미스터 기간제》 (2019년, OCN) - 송재우 역
- 《번외수사》 (2020년, OCN) - 장민기 역
- 《편의점 샛별이》 (2020년, SBS) - 강성태 역
- 《돼지의 왕》 (2022년, 티빙) - 조필두 역
- 《어게인 마이 라이프》 (2022년, SBS) - 박상만 역

### 연극
- 《오월의 햇살》 (2021년) - 박영호 역

### 광고
- A.C.CARE 워터 에센스
- 다음
- 삼성화재
- 아웃도어 마운티아
- 이니스프리 For man
- 컨디션에어컨
- SKT
- 박카스
- K5
- 모닝케어
- 라이트업
- SK증권
- Intel

1. ↑  where=nexearch&query=%EB%88%84%EC%97%98&sm=tab_etc&ie=utf8&key=PeopleService&os=210224 지찬-네이버인물정보
2. ↑  “‘툰트라쇼 2’ 누엘, 다채로운 연기력으로 캐스팅…‘눈도장’”. 톱스타뉴스. 2016년 1월 21일.